# Marines: sangue e gloria
Marines: sangue e gloria (Ambush Bay) è un film del 1966 diretto da Ron Winston.
È un film di guerra statunitense con Hugh O'Brian, Mickey Rooney e James Mitchum. È incentrato sulle vicende di una squadra di Marines prima dell'invasione americana delle Filippine del 1944.

## Trama
Prima dell'invasione americana delle Filippine del 1944, una squadra di ricognizione anfibia del Corpo dei Marines degli Stati Uniti, viene sbarcata da un PBY Catalina, con la missione di contattare un agente dell'intelligence che ha informazioni cruciali. Ogni marine è particolarmente esperto con l'eccezione dell'operatore radio, il soldato James Grenier. Egli sarà il narratore per il pubblico.

Dopo aver incontrato la loro guida filippina, il comandante della pattuglia, capitano Alonzo Davis, viene ucciso mentre tende un'imboscata a un piccolo gruppo di soldati giapponesi, così che il primo sergente Corey prende il comando.
Numerosi imprevisti riducono i membri della squadra. Quando i sopravvissuti alla fine arrivano al luogo dell'appuntamento, il sergente Corey decide di incontrare Miyazaki, che è una donna giapponese-americana di Long Beach.
Corey e Grenier apprendono da Miyazaki che i giapponesi si aspettano la flotta d'invasione e hanno piazzato un campo minato subacqueo abbastanza potente da distruggere l'intera flotta americana intorno ai siti di invasione.
A questo punto il sergente Corey e Grenier si infiltrano nella base nemica per far esplodere a distanza il campo minato, usando un trasmettitore radio giapponese. Grazie al sacrificio di Corey che impegna con un diversivo i soldati giapponesi, Grenier riesce a far esplodere le mine subacquee.
Il film si conclude con Grenier che guarda l'oceano mentre ascolta il discorso del generale MacArthur che annuncia il suo ritorno sul territorio filippino.

## Produzione
Il film, diretto da Ron Winston (al suo esordio cinematografico) su una sceneggiatura di Marve Feinberg e Ib Melchior, fu prodotto da Hal Klein per la Courageous Films e girato a Luzon nelle Filippine.

## Distribuzione
Il film fu distribuito con il titolo Ambush Bay negli Stati Uniti dal 14 settembre 1966 al cinema dalla United Artists.
Alcune delle uscite internazionali sono state:
- in Svezia il 13 giugno 1966
- in Finlandia il 24 giugno 1966 (Väijytysten lahti)
- nel Regno Unito il 2 febbraio 1967
- in Danimarca il 27 marzo 1967 (Fortrop til Helvede)
- in Messico il 1º febbraio 1968 (Ataque en la bahía)
- in Austria (Verrat in der Bucht)
- in Germania Ovest (Verrat in der Bucht)
- in Brasile (A Baia da Emboscada)
- in Grecia (Aifnidiasmos tin avgi)
- in Spagna (Emboscada en la bahía)
- in Francia (La baie du guet-apens)
- in Italia (Marines: sangue e gloria)

## Promozione
La tagline è: "Their top secret mission paved the way for the man who said "I Shall Return!".".

## Critica
Secondo Leonard Maltin il film è un "fiacco racconto"... "con un buon cast sprecato".